# François Perron
 (décembre 2021).
Pour les articles homonymes, voir Perron.
Ne doit pas être confondu avec François Péron.
François Perron est un danseur, chorégraphe et professeur français de ballet, qui travaille et réside aux États-Unis depuis 1984.
Il est le neveu d'Alice Perron, célèbre danseuse étoile de l'Opéra de Paris qui a notamment interprété pour la première fois Le Palais de Cristal de George Balanchine. Il fut ainsi diplômé du programme classique de ballet de l'Opéra de Paris sous la direction de Claude Bessy. Par la suite, Perron a dansé à la Scala de Milan avant de participer au Ballet du XXe siècle de Maurice Béjart.
En 1984, il émigra aux États-Unis où il dansa pour le New York City Ballet pendant six ans, avant de danser pour l'American Ballet Theater.
Aujourd'hui, il est le directeur artistique du Studio Maestro de New York.